# 色の見えモデル
色の見えモデル（いろのみえモデル、英: color appearance model）は、人間の色覚の知覚的な側面、つまり色の見え方を記述しようとする数学モデルである。CAMとも表記される。
色の見えモデルとは対照的に、従来の一般的なカラーモデルはRGBやCMYKといった色の座標を記述する色空間を定義するが、色の見え方までは考慮されていない。
均等色空間（英: uniform color space, UCS）は、色を作る属性を知覚的に均等にすることを目指すカラーモデルである。色空間上での距離・間隔が、知覚的な色の距離・間隔に類似するよう設計される。固定された表示条件での色の見えモデルは均等色空間になる。可変表示条件をモデル化した均等色空間は色の見えモデルになる。このようなモデル化のない均等色空間も、基本的な色の見えモデルとして使用できる。

## 背景

### 色の見え
色は観察者の心の中に生じる。客観的には、目に入射する光の分光強度分布しかない。この意味では、色の知覚とは主観的である。しかし、光の分光強度分布を人間の感覚反応に定量的にマッピングする試みは成功している。1931年、国際照明委員会（CIE）は心理物理学的測定を使用して、XYZ色空間を作成し、基本的な感覚レベルで人間の色覚をうまくモデル化した。
ただし、XYZカラーモデルは、特定の表示条件を前提としている。 網膜の刺激される位置や、目に当たる光の輝度レベル、観察対象の背景、周囲の光の輝度レベルなど、細かな条件が揃ったときに限り、三刺激値が同じ2つの色刺激が、人間の観察者にとって同一の色の見た目を生み出す。したがって、表示条件が変化する場合は、XYZカラーモデルでは不十分であり、人間の色知覚をモデル化するには色の見えモデルが必要になる。

### 色の見えのパラメーター
あらゆる色の見えモデルにおける基本的な課題は、人間の色覚がXYZ三刺激値ではなく、見えのパラメータ (色相、明度、ブライトネス、クロマ、カラフルネス、彩度) に基づいて機能することである。そのため、あらゆる色の見えモデルでは、XYZ三刺激値からこれらの見えのパラメータ（少なくとも色相、明度、彩度）への変換（表示条件を考慮した変換）を提供する必要がある。

### 色の見えの現象
このセクションでは、色の見えモデルが対処しようとする色の見えの現象について説明する。

#### 色順応
色順応とは、反射物体を観察するときに、照明光源の白色点（または色温度）から抽象化する人間の色知覚能力を指す。人間の目には、照明が青みがかっていても黄色がかっていても、白い紙は白く見える。これは、すべての色の見えの現象の中で最も基本的かつ最も重要なため、この動作を模倣しようとする色順応変換（英: chromatic adaptation transform, CAT）は、あらゆる色の見えモデルの中心的な要素である。
これにより、単純な三刺激値ベースのカラーモデルと色の見えモデルを簡単に区別できる。単純な三刺激値ベースのカラーモデルは、照明された物体の表面の色を記述するときに光源の白色点を無視する。光源の白色点が変化すると、単純な三刺激値ベースのカラー モデルによって報告される表面の色も変化する。対照的に、色の見えモデルは光源の白色点を考慮する（色の見えモデルが計算にこの値を必要とするのはそのためである）。色の見えモデルでは、光源の白色点が変化しても、同じ色を表すことができる。
色順応は、異なるXYZ三刺激値を持つ2つの異なる色刺激が同一の色の外観を生み出す場合の代表的な例である。照明光源の色温度が変化すると、分光強度分布も変化し、白い紙から反射される光のXYZ三刺激値も変化するが、色の見えは同じ白のままである。

#### 色相の見え
いくつかの効果により、人間の観察者による色相の知覚が変化する。
- ベツォルト・ブリュッケ現象（英語版） - 輝度が変化すると色相も変化して見える。
- アブニー効果 - 色光に白色光を追加すると色相が変化して見える。

#### コントラストの見え

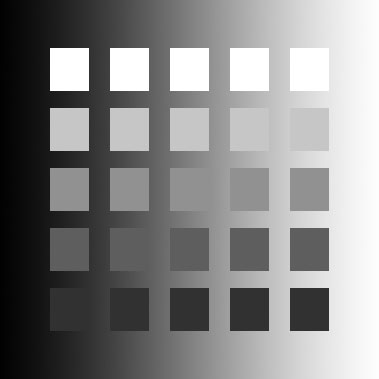
Bartleson–Breneman effect

いくつかの効果により、人間の観察者によるコントラストの認識が変化する。。
- スティーブンス効果: コントラストは輝度とともに増加する。
- バートソン・ブレネマン効果: 画像のコントラスト (液晶ディスプレイ上の画像などの発光画像) は、周囲の照明の輝度とともに増加する。

#### 彩度（カラフルネス）の見え
人間の観察者による彩度（カラフルネス）の知覚を変える効果がある。
- ハント効果（英語版） - 彩度（カラフルネス）は輝度とともに増加する。

#### 明るさ（ブライトネスの見え）の見え
人間の観察者による明るさの知覚を変える効果がある。
- ヘルムホルツ・コールラウシュ効果（英語版） - 明るさは彩度とともに増加する。CIECAM02ではモデル化されていない。
- CIECAM02でモデル化されたコントラスト外観効果 (上記参照)。

#### 空間現象
空間現象は、画像の特定の場所の色にのみ影響する。これは、人間の脳がこの場所を特定の文脈で解釈するからである（たとえば、灰色ではなく影として認識する）。これらの現象は、錯視とも呼ばれる。その文脈性のため、モデル化するのが特に困難である。これを試みる色の見えモデルは、image color appearance models (iCAM)と呼ばれる。